# Ottorino Bojardi
Ottorino Bojardi (Reggio Emilia, 26 dicembre 1898 – Reggio Emilia, 29 aprile 1968) è stato un calciatore italiano, di ruolo difensore.

## Carriera

### Giocatore
Nella stagione 1919-1920 gioca 5 partite in Promozione, la seconda serie dell'epoca. Partecipa poi per due anni consecutivi al campionato di Prima Categoria (la massima serie dell'epoca), per un totale di 9 presenze. A fine anno lascia la Reggiana, con un bilancio totale di 14 gare giocate con la maglia della squadra emiliana.

### Allenatore
Nella stagione 1925-1926 ha allenato la Reggiana in Prima Divisione, la massima serie dell'epoca, venendo esonerato dopo dodici partite di campionato.